# Villa Biancardi (Codogno)
La villa Biancardi è una villa di Codogno in stile liberty, risalente all'Ottocento, opera dell’architetto Gino Coppedè.

## Descrizione
È situata vicino al centro storico della città, lungo viale Risorgimento.
L'edificio è a pianta irregolare, con struttura in mattoni pieni a corsi regolari, tetti a padiglione con rivestimento in tegole portoghesi. Il corpo principale dell'edificio, di due piani fuori terra e piano seminterrato, è mosso dalla presenza di una torretta angolare sul lato posteriore della villa, e da due rialzi posti ai lati della facciata principale, a imitazione di un castello con torri angolari.
La facciata principale presenta un'alta zoccolatura in pietra lavorata rustica che comprende lo scalone d'accesso: il rosso dei mattoni contrasta con il bianco della pietra.
Sono inoltre presenti decorazioni a graffito policrome. Lo scalone a due rampe conduce ad una loggia a tre campate posta al centro del piano nobile. Numerose finestre muovono la facciata.
La proprietà comprende, oltre alla villa padronale abitata tuttora, l'edificio della portineria.